# Vinaixa (kommun)
Vinaixa är en kommun i Spanien.   Den ligger i provinsen Província de Lleida och regionen Katalonien, i den östra delen av landet, 400 km öster om huvudstaden Madrid. Antalet invånare är 572. Arean är 38 kvadratkilometer. Vinaixa gränsar till Vallclara, Vimbodí i Poblet, Fulleda, Els Omellons, L'Espluga Calba, Tarrés, El Vilosell, L'Albi, Les Borges Blanques och La Floresta. 
Terrängen i Vinaixa är lite kuperad.